# Thamrin Nine
Thamrin Nine（タムリン・ナイン）は、インドネシアのジャカルタにある超高層ビルを中心とした複合施設である。
Autograph Tower、Luminary Tower、UOB Plazaの3棟のビルが建つ。
そのうち高さ382.9mのAutograph Towerは、南半球で最も高い建築物である。

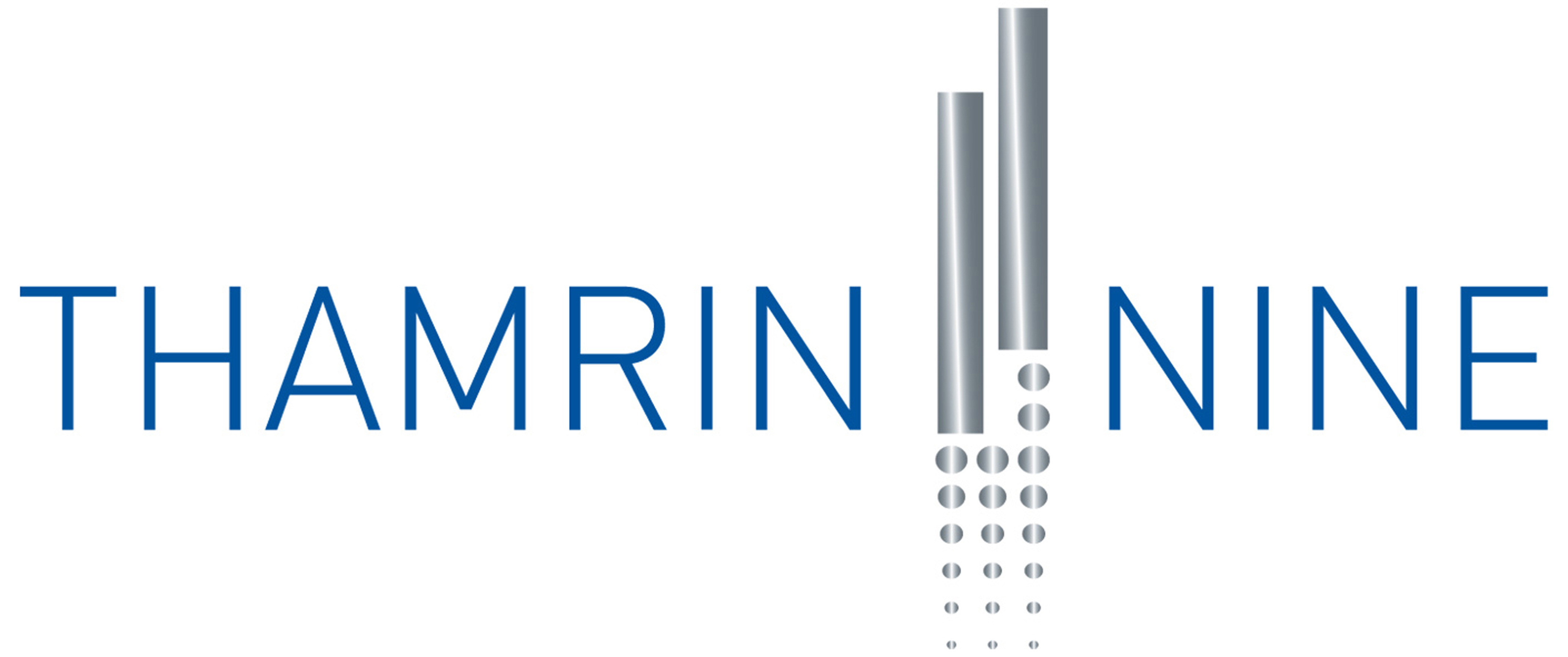
ロゴマーク

## Autograph Tower
オートグラフタワー。2020年竣工。75階建て、高さ382.9mの超高層ビル。それまで南半球で最も高いビルであったオーストラリアのQ1を超えた。

## Luminary Tower
ルミナリータワー。62階建て、高さ304mの超高層ビル。